# Teylers Hofje

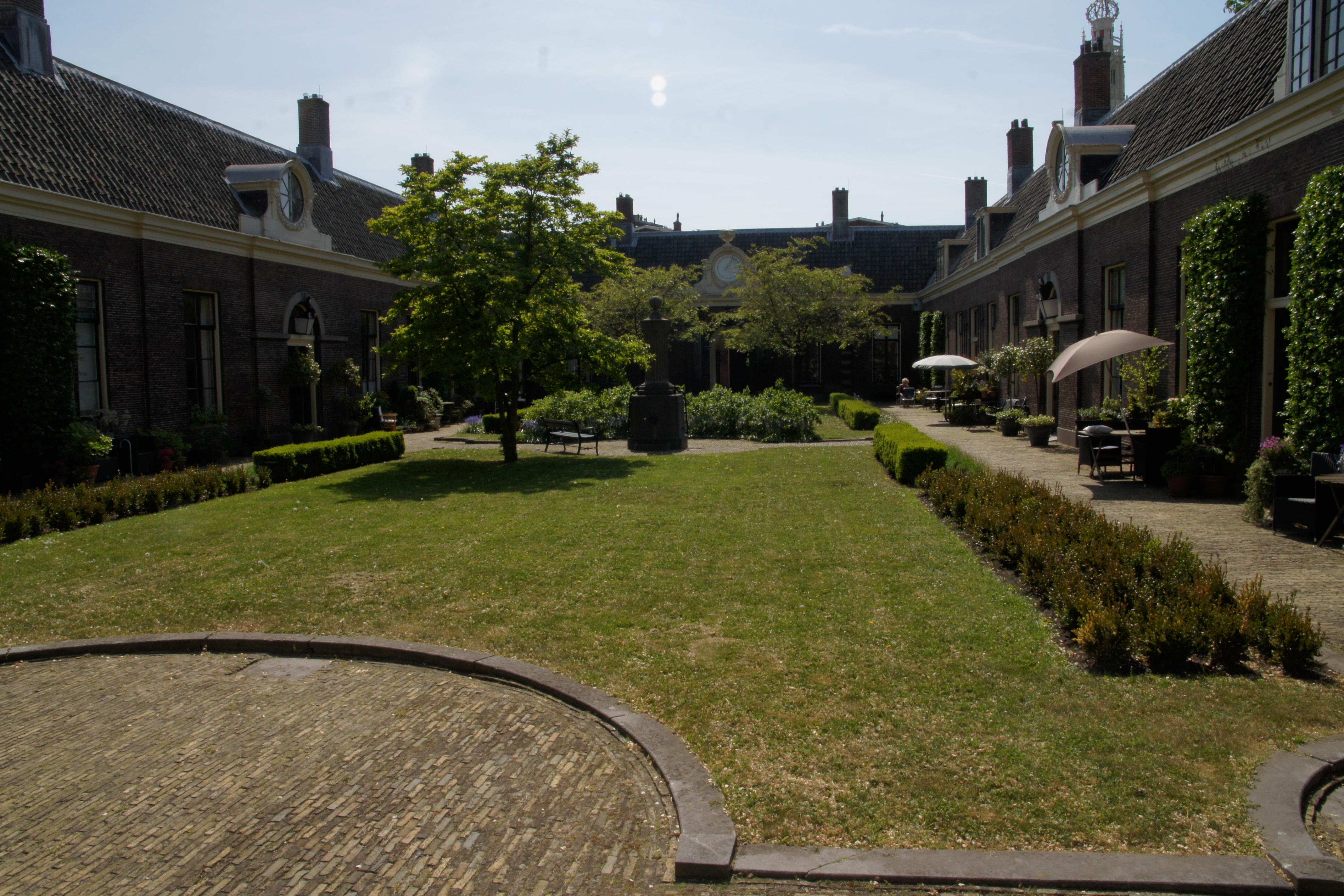
Il Teylers Hofje ed il suo giardino.

Il Teylershofje è un hofje ad Haarlem, nei Paesi Bassi, formato da ventiquattro case.

## Storia
L'attuale Hofje fu costruito nel 1787 tramite il lascito di Pieter Teyler van der Hulst, proprio come il Museo Teylers che sorge lì vicino. Teylers Pieter van der Hulst aveva originariamente fondato un Hofje già quando sua moglie morì nel 1752 ed in seguito acquistò Kolder hofje. L'hofje venne notevolmente rinnovato durante la sua vita, ma necessitava ugualmente di notevoli migliorie per essere di maggiore agio ai residenti. Nel suo testamento Teyler van der Hulst aveva stabilito che un nuovo hofje dovesse essere costruito in suo nome ed i vecchi Hofje che possedeva venduti; questi divennero così di proprietà della più antica fondazione caritatevole di Haarlem, il Vrouwe-en Antonie Gasthuys). Il nuovo fu di gran lunga l'Hofje più impressionante e imponente di Haarlem.
Ai tempi di Teyler van der Hulst, la maggior parte dei visitatori della città di Haarlem provenienti da Amsterdam avrebbero viaggiato su chiatte trainate da cavalli lungo il canale Stadsbuiten (oggi via Papentorenvest) che unisce la Spaarne appena a nord di questo Hofje. Il primo edificio che avrebbero visto oltre la Spaarne era l'immensa costruzione in stile classico dell'attuale stazione della polizia locale, al tempo edificio di proprietà della diocesi cattolica. Dopo sarebbe apparso questo Hofje, e subito dopo l'ansa del fiume, il quartiere di Damstraat, dove si trovava la casa di Teyler van der Hulst : nel giardino di questa oggi sorge il Museo Teyler, ben vicino alla sede della Società Olandese di Scienza.
Sarebbe stato Teyler van der Hulst  stesso ad esprimere il desiderio di avere il suo Hofje situato lungo il corso della Spaarne, tant'è che secondo lo stesso principio in seguito gli esecutori delle sue volontà testamentali nella creazione del museo che ne porta il nome scelsero di costruire un nuovo ingresso rivolto verso la Spaarne che conducesse i visitatori all'ingresso laterale rivolto alla Sala ovale.
Questo Hofje venne costruito dal famoso architetto contemporaneo Leendert Viervant, che aveva già progettato ad Haarlem molti altri edifici neoclassici negli anni Ottanta del Diciottesimo secolo. L'Hofje ha una facciata neoclassica ed un portale fiancheggiato da colonne doriche.